# Otter Media
Otter Media ist ein US-amerikanisches Holding-Unternehmen für digitale Medien, das zu Warner Bros. Discovery gehört. Im Besitz von Otter Media befinden sich Fullscreen und Rooster Teeth. Es hält Beteiligungen an Hello Sunshine und Gunpowder & Sky.

## Geschichte
Otter Media wurde am 22. April 2014 als ein Joint Venture zwischen dem US-amerikanischen Telekommunikationsunternehmen AT&T und Peter Chernins Chernin Group gegründet, um Over-the-top-Dienste anzubieten und aufzubauen. Die Crunchyroll Inc. (später Ellation) wurde Otter Media unterstellt. Im Januar 2016 investierte Otter Media in Van Tofflers (ehemaliger CEO der Viacom Media Networks Music Group) und Floris Bauers Gunpowder & Sky, ein Unternehmen für digitale Inhalte, das schließlich mit FilmBuff fusionierte. Otter Media und die Schauspielerin Reese Witherspoon gründeten im November 2016 Hello Sunshine, ein Joint Venture, das sich darauf konzentriert Geschichten von Frauen auf Film-, Fernseh- und digitalen Plattformen zu erzählen.
Im Juli 2017 wurden erstmals Berichte bekannt, nachdem AT&T vorhabe die Anteile an Otter Media von der Chernin Group zu übernehmen und somit der alleinige Inhaber von otter Media zu werden. So ein Deal wurde auf rund 1 Milliarde US-Dollar geschätzt. Otter Media kaufte im Januar 2018 die verbleibende Beteiligung an Ellation, dem Eigentümer von VRV und Crunchyroll, und integrierte sie als Consumer Division von Otter Media. Am 20. Juni 2018 berichtete Recode, dass AT&T kurz vor dem Kauf von Chernins Anteil an Otter Media stand, kurz nach der Übernahme von Time Warner (zu dessen digitalen Medienbeständen Machinima gehörte). Am 7. August 2018 gab AT&T die komplette Übernahme an Otter Media für einen nicht genannten Betrag bekannt, der auf rund 1 Milliarde US-Dollar geschätzt wurde.
Am 4. Dezember 2018 kündigte Otter eine umfassende Umstrukturierung an, die zur Entlassung von rund zehn Prozent seiner Mitarbeiter führte. Im Rahmen der Umstrukturierung wurde Machinima, das Teil von Warner Bros. Digital Networks war, unter Otter Media neu organisiert. Ellation beherbergte nun Rooster Teeth, Crunchyroll und VRV, während Machinima eine Abteilung von Fullscreen wurde. Nach der Umstrukturierung von WarnerMedia, wurde Otter Media am 4. März 2019 WarnerMedias „Global Kids & Young Adults“-Abteilung unterstellt. Am 31. Mai wurde es jedoch an die WarnerMedia Entertainment-Abteilung übertragen, um HBO Max zu überwachen. Im Rahmen der Umstrukturierung und Umfirmierung von Ellation zu Crunchyroll wurde Rooster Teeth Anfang 2020 direkt Otter Media unterstellt. Am 10. Dezember 2020 teilten AT&T und Sony Pictures Entertainment mit, dass Sony Pictures Entertainment Crunchyroll übernehmen wird und der Funimation Global Group unterstellen wird. Durch die erfolgreiche Übernahme Crunchyrolls, durch Sony Pictures Entertainment, wurde Crunchyroll aus Otter Media ausgegliedert.

## Struktur
|            |            |            |            |            |            |  |  |               |               |               |               | AT&T          |               |  |  |                |                |                |                |                |                |  |  |                 |                 |                 |                 |                 |                 |
|            |            |            |            |            |            |  |  |               |               |               |               |               |               |  |  |                |                |                |                |                |                |  |  |                 |                 |                 |                 |                 |                 |
|            |            |            |            |            |            |  |  |               |               |               |               | WarnerMedia   |               |  |  |                |                |                |                |                |                |  |  |                 |                 |                 |                 |                 |                 |
|            |            |            |            |            |            |  |  |               |               |               |               |               |               |  |  |                |                |                |                |                |                |  |  |                 |                 |                 |                 |                 |                 |
|            |            |            |            |            |            |  |  |               |               |               |               | Otter Media   |               |  |  |                |                |                |                |                |                |  |  |                 |                 |                 |                 |                 |                 |
|            |            |            |            |            |            |  |  |               |               |               |               |               |               |  |  |                |                |                |                |                |                |  |  |                 |                 |                 |                 |                 |                 |
|            |            |            |            |            |            |  |  |               |               |               |               |               |               |  |  |                |                |                |                |                |                |  |  |                 |                 |                 |                 |                 |                 |
| Fullscreen | Fullscreen | Fullscreen | Fullscreen | Fullscreen | Fullscreen |  |  | Rooster Teeth | Rooster Teeth | Rooster Teeth | Rooster Teeth | Rooster Teeth | Rooster Teeth |  |  | Hello Sunshine | Hello Sunshine | Hello Sunshine | Hello Sunshine | Hello Sunshine | Hello Sunshine |  |  | Gunpowder & Sky | Gunpowder & Sky | Gunpowder & Sky | Gunpowder & Sky | Gunpowder & Sky | Gunpowder & Sky |